# Andríaca

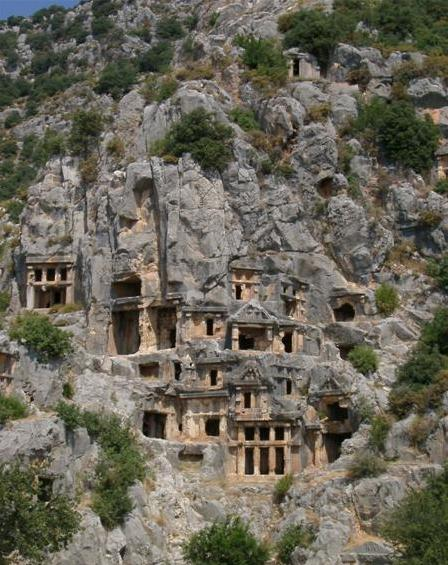
Mira.

Andríaca (em grego: Ἀνδριάκη) era o porto da antiga cidade de Mira, na Lícia. Apiano (B.C. iv. 82) diz que Lentulus atravessou a corrente que fechava a entrada do porto e seguiu pelo rio acima até Mira. Beaufort (Karamania, p. 26) dá o nome de Adráki para o rio de Mira. Ao norte da entrada estão as ruínas de um antigo hórreo romana, com uma inscrição em perfeito estado e que afirma que o hórreo era de Adriano: a data corresponde ao seu terceiro consulado, aproximadamente 119.
Andríaca foi também mencionada por Ptolemeu. Plínio, o Velho trata de uma Andriaca civitas, em Mira (v. 27). Deve ter sido em Andríaca, como observou Cramer, que Paulo de Tarso e seus companheiros embarcou num navio com destino à Alexandria em Atos 28:5–6.